# Гроздовник полулунный
Гроздо́вник полулу́нный (лат. Botrýchium lunária) — многолетний папоротник, типовой вид рода Гроздовник.
Гроздовник полулунный называют также ключ-травой из-за якобы присущей ему способности помогать отыскивать клады.

## Ботаническое описание

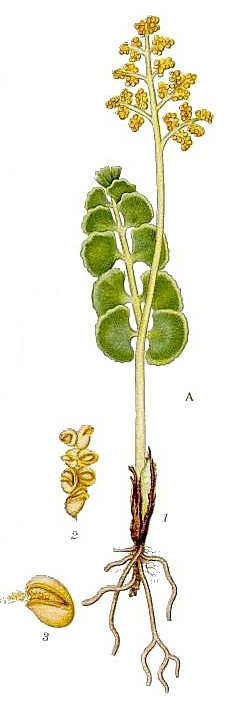

Небольшое (3—20 см высотой) летнезелёное растение. Всё растение, за исключением ярко-зелёной глянцевитой листовой пластинки, бледно-зелёное, у основания почти бесцветное.
Вегетативная (бесплодная) часть листа в очертании продолговатая, просто перисторассечённая, почти сидячая, отходит примерно от середины надземной оси листа. Она продолговатая, до 6 см длины, в два—три раза длиннее своей ширины, расчленена на несколько (до восьми) пар одинаковых широких, полулунных или почковидных или почковидно-ромбических лопастей с краями, слегка налегающими друг на друга. Края листовой пластинки цельные или тупо-зубчатые. Листья появляются весной, отмирают во второй половине лета.
Выше ответвления листовой пластинки ось продолжается прямо вверх и повторно ветвится, образуя удлинённую, почти гроздевидную прямо торчащую желтоватую кисть (или метёлку), несущую на своих разветвлениях многочисленные спорангии. Спороносная метёлка обычно дважды-трижды перистая, реже просто перистая, вместе с ножкой обычно превышает вегетативную часть.
Споры в европейской части России созревают в июне — июле.
Число хромосом 2n = 90.

### Химический состав
В растении найдены флавоноиды кверцетин и кемпферол, в листьях — трегалоза.

## Распространение и среда обитания
Гроздовник полулунный растёт практически по всему земному шару, исключая пустынные районы. Широко распространён в лесных областях умеренного пояса, на севере ареала довольно значительно заходящий в пределы Арктики.
Ареал: российская (Мурман от границы с Норвегией до Териберки, полуостров Канин, Тиманская и Малоземельская тундры (нередко), остров Колгуев, Большеземельская тундра (более или менее повсеместно), Полярный Урал (относительно редко), Пай-Хой; низовья Оби. В пределах большей части арктической Сибири не встречен. На северо-востоке Сибири отмечен в низовьях Колымы и в бассейне Пенжины) и зарубежная Арктика (Аляска (побережье Берингова моря), западная (на север до 69° 30’) и восточная (на север почти до 72°) Гренландия, Исландия, арктическая часть Скандинавии), большая часть Европы, Кавказ, лесная полоса Западной Сибири, бассейн Енисея на север до 66° северной широты, южная половина Восточной Сибири (на север до центральной Якутии), берега Охотского моря, Камчатка, на юге Сибири — до границ Монголии, на Дальнем Востоке — вплоть до северного Китая и центральной Японии, горные районы Передней и Средней Азии, Гималаи. В Северной Америке встречается в лесной области (Аляска, Канада, запад, север и центр США). Встречается также в Южном полушарии — на юге Южной Америки, в Новой Зеландии и на юго-востоке Австралии.

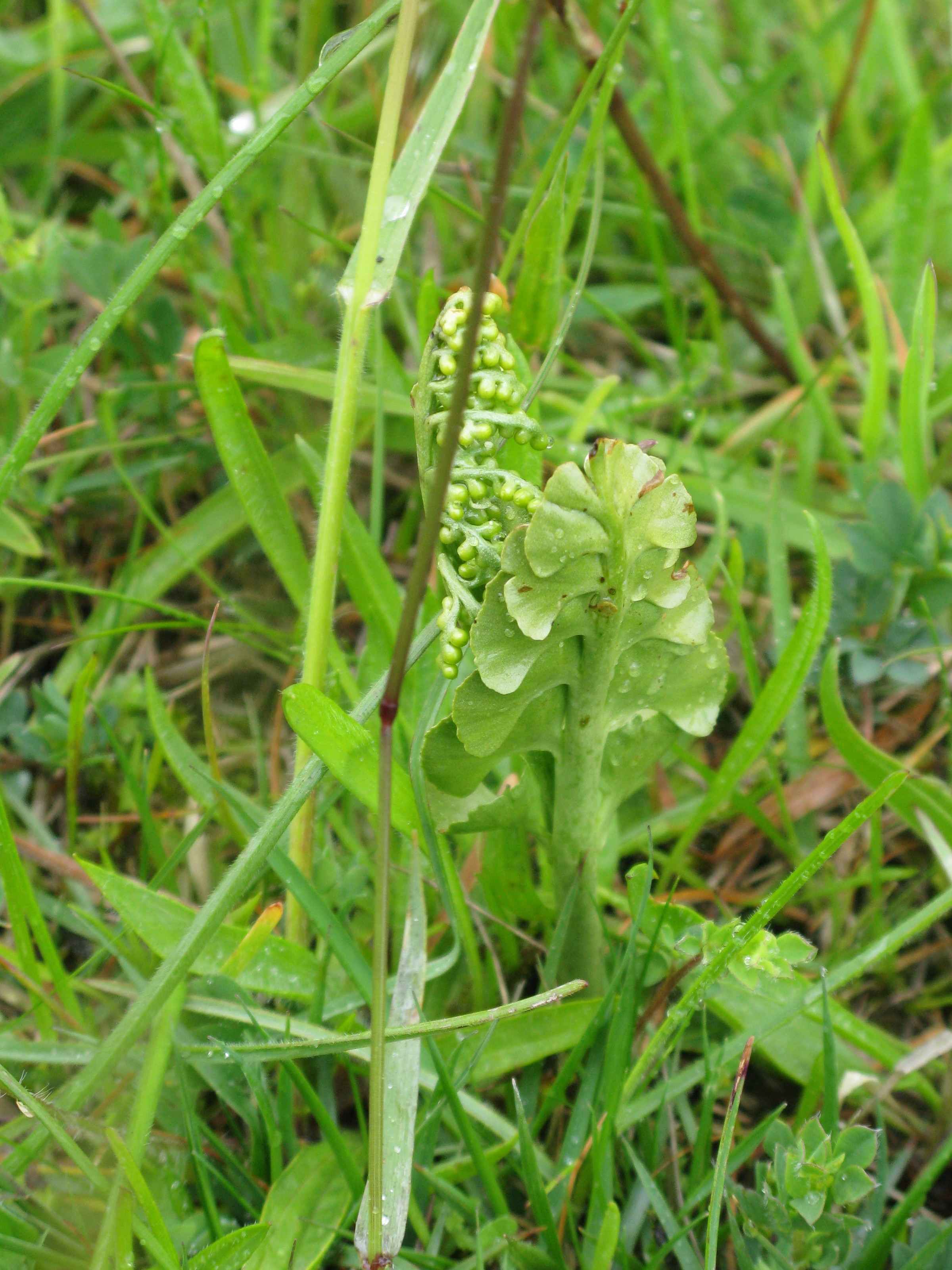
В графстве Дарэм (северная Англия)

В России встречается почти по всей территории, нередок, но большей частью попадается в незначительном количестве. Нормальное развитие репродуктивных частей отмечается более-менее повсюду.
Растёт на сыроватых, обычно мшистых луговинах, полянах, опушках, по склонам речных долин и оврагов, иногда на выходах мела и известняка, чаще в небольшом числе экземпляров.
В северной части ареала растёт по травянистым склонам тундровых холмов и гряд, чаще на суглинистой почве. Встречается также в кустарниковых зарослях с моховым ковром, по опушкам лесотундровых перелесков.
В зависимости от устойчивости общего экологического фона, в основном гидрологического режима, может длительное время существовать на одном и том же месте или полностью исчезать из покрова в течение двух—трёх лет.

## Хозяйственное значение и применение
Большого хозяйственного значения гроздовник полулунный не имеет.
Листья в индийской медицине применяют как гемостатическое и вяжущее, в народной медицине в России — при метроррагиях и как ранозаживляющее, в Беларуси — при укусах змей.